# Mravenčí vajíčka

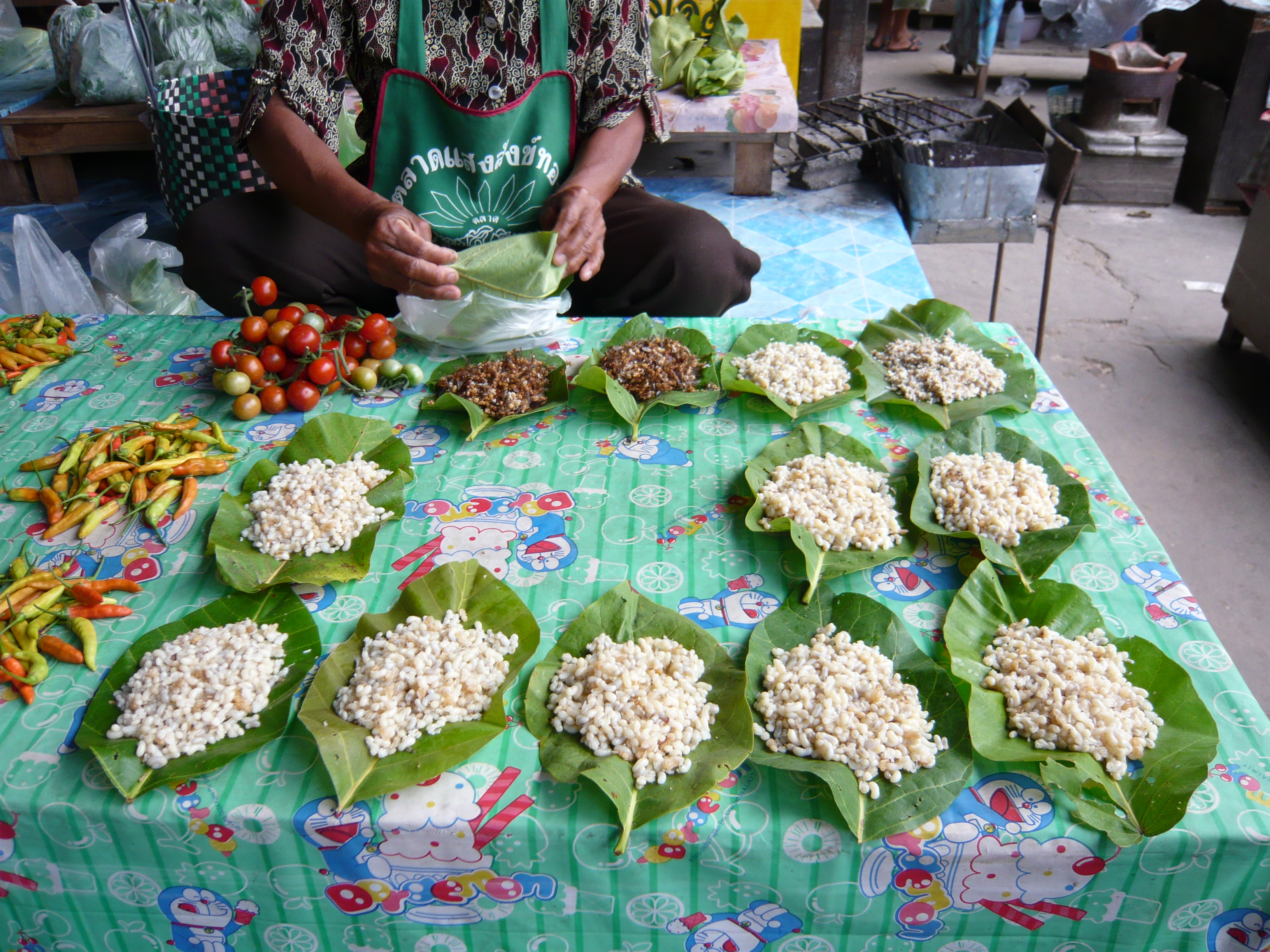
Prodej mravenčích larev v Isánu v Thajsku

Mravenčí vajíčka (thajsky ไข่มดเเดง) souhrnně označují jak vajíčka, tak kukly mravence druhu Oecophylla smaragdina, kteří jsou v Thajsku známí jako rudí mravenci). Tato surovina se používá v několika zemích jihovýchodní Asie, zejména v Laosu a severovýchodním Thajsku (Isánu). Mají vysoký obsah bílkovin a jsou oblíbená pro svou kyselost a štiplavost, pokud se konzumují jako ingredience v salátech.

## Výživová hodnota
Mravenčí vajíčka jsou zdrojem potravy s vysokým obsahem bílkovin. Ve 100 g vajíček se nachází 8,2 g bílkovin. Mají také méně tuku a kalorií než slepičí vejce, protože obsahují pouze 2,6 g tuku, zatímco slepičí vejce obsahuje více než 11,7 g. Obsahují i další minerály, jako je vápník, fosfor, železo, sodík, draslík, vitamín B1, vitamín B2 a niacin.

## Použití
Vajíčka mravenců se přidávají do různých pokrmů, jako je například salát z mravenčích vajíček (ก้อยไข่มดเเดง). Protože vajíčka obsahují kyselinu octovou, používají se místo citronové šťávy nebo octa v mnoha thajských pokrmech. Vajíčka se také prodávají v konzervách. Polévka z mravenčích vajíček je tradičním pokrmem v Laosu, ale popularita tohoto jídla u mladších generací klesá.

## Získávání vajíček
Chov mravenců pro zisk jejich vajíček je v chudých komunitách považován za užitečný nízkonákladový byznys. Na jednom stromě, jako je mango nebo palma, lze chovat více hnízd a mravencům se dodává doplňkové krmivo a sladká voda, dokud se vajíčka "nesklízí". Období rozmnožování trvá od září do prosince a od ledna do dubna. Vajíčka lze sbírat v květnu a červnu, ale je třeba dbát na to, aby se nepoškodil zbytek hnízda ani nezabili ostatní mravenci.